# Moorův zákon

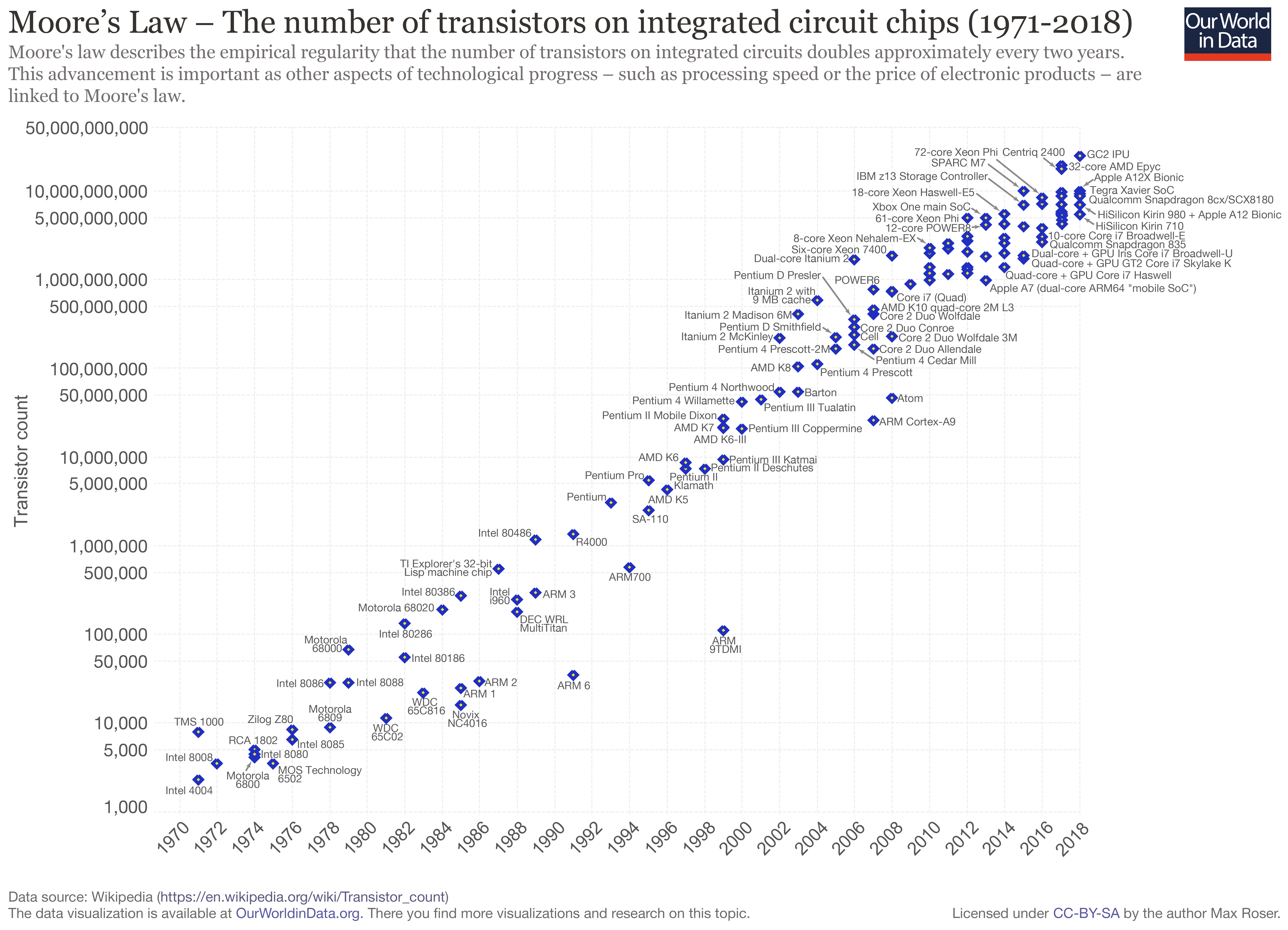
Graf počtu transistorů na různých procesorech v letech 1971–2018

Moorův zákon je empirické pravidlo o exponenciálním růstu výpočetního výkonu obvodů v elektronice, které roku 1965 vyslovil chemik a spoluzakladatel firmy Intel Gordon Moore. Původní znění bylo: „počet tranzistorů, které mohou být umístěny na integrovaný obvod, se při zachování stejné ceny zhruba každých 18 měsíců zdvojnásobí.“
Složitost dnešních procesorů se poměřuje především počtem tranzistorů v nich zapojených. Rychlost růstu počtu tranzistorů na plošné jednotce se časem zpomalila a nyní se jejich počet zdvojnásobuje přibližně jednou za dva roky. I tak je ale zákon považovaný za velmi přesný odhad technologického a ekonomického vývoje. Platnost zákona však do budoucnosti naráží na limity miniaturizace dané velikostí tranzistorů blížící se velikosti atomů.
Tento trend miniaturizace a koncentrace součástek probíhal již na elektromechanických a elektronkových přístrojích, tedy před objevem polovodivých látek a jejich použití na základě vynálezu tranzistoru. A to dokonce zhruba srovnatelným tempem.
S přihlédnutím k mírnému přeformulování tohoto zákona, kdy místo počtu tranzistorů lze sledovat výkon nebo energetickou efektivitu, platí pořád s tempem zdvojnásobení výkonu/efektivity každých 18 měsíců. Posléze totiž přestal být kladen důraz na maximální výkon za každou cenu a neméně sledovaným parametrem se stala spotřeba.

## Definitivní hranice
Dne 13. září 1995 Gordon Moore v rozhovoru uvedl, že toto (jeho) pravidlo nemůže fungovat v neomezeném měřítku: „Tak to nemůže pokračovat napořád. Povaha exponenciál je taková, že je tlačíme mimo limity a následně nastane pohroma“. Také poznamenal, že tranzistory eventuálně dosáhnou limitu miniaturizace (zmenšování) na atomární úrovni, volně přeloženo jako: „Z hlediska velikosti tranzistorů můžete vidět, že se blížíme k velikosti atomů, což se stává hlavní bariérou. Zapotřebí budou ale dvě, nebo tři další generace, než se tam dostaneme – ale to je tak daleko, jak jsme kdy byli schopni vidět. Máme dalších 10 až 20 let, než dosáhneme těchto principiálních mezí. Než tomu tak bude, lidé budou schopní vyrábět větší čipy a rozpočet pro výrobu tranzistorů bude v řádech miliard.“
V září 1995 obsahoval mikroprocesor Alpha 21164 od firmy Digital Equipment Corporation 9,3 milionu tranzistorů. Tento 64bitový procesor byl technologickým vrcholem své doby, přesto že trh s tímto čipem zůstal průměrný. O šest let později, tehdejší nejlepší mikroprocesor obsahoval více než 40 milionů tranzistorů.
V roce 2003 Intel předpověděl konec 16nanometrové výrobní technologie a 5nanometrových bran na časové období mezi rokem 2013–2018 díky Tunelovému jevu, avšak ostatní prohlásili, že čipy se jen stanou většími nebo se začnou vrstvit. V roce 2008 bylo poznamenáno, že navzdory tomu, že Moorův zákon již platí 30 let, bude platit nejméně další desetiletí.
Někteří vidí limity v zákonu jako vzdálenou budoucnost. Lawrence Krauss a Glenn D. Starkman prohlásili dobu pro dosáhnutí absolutního vrcholu limit na přibližně 600 let. Toto prohlášení bylo založeno na jejich poznámkách a pečlivém odhadu schopnosti jakéhokoliv systému ve Vesmíru zpracovávat informace, které jsou limitovány Bekensteinovou hranicí. Na druhou stranu, s ohledem na základní principy existují předpovědi o zkolabování Moorova zákonu v příštích 20–40 letech.
Vrchol teoretického výkonu by se dal stanovit jako poměrně praktický „ultimátní notebook“ s hmotností jednoho kilogramu a objemu o velikosti jednoho litru. S přihlédnutím k rychlosti světla, kvantového měřítka, gravitační konstanty a Boltzmannovy konstanty, by měl poskytovat výkon 5,4258×1050 logických operací za sekundu na přibližně 1031 bitech.
Zákon se opět často setkává s překážkami, které se na první pohled jeví jako nepřekonatelné, ale byly vskutku již dávno překonány. V tomto smyslu Moore řekl, že svůj zákon nyní vidí jako překvapivě optimističtější, než si původně uvědomoval: „Moorův zákon je porušením Murphyho zákona. Všechno se stává lepším a lepším.“

## Další formulace a podobné postřehy
Hned několik prvků v oblasti digitální technologie, související s Moorovým zákonem se zlepšují, například velikost, cena, hustota a rychlost komponent.
Tranzistory na integrovaném obvoduNejznámější formulace je, že počet tranzistorů a integrovaných obvodů se zdvojnásobí každé dva roky. Na konci roku 1970 se Moorův zákon stal známý jako limit pro počet tranzistorů i u nejlepších a složitých čipů. Graf na začátku tohoto článku ukazuje trendy technologie dnešní doby (pravý horní roh).
Hustota tranzistorů při minimální ceněVolný překlad této formulace je z Moorových dokumentů v roce 1965: „Není to jen o hustotě tranzistorů, která může být dosažena, ale také o hustotě tranzistorů, při které je cena tranzistoru co nejnižší. Čím více tranzistorů je umístěno na čip, cena výroby dalších tranzistorů klesá, ale šance, že čip nebude v důsledku vady fungovat, roste.“. V roce 1965 Moore zkoumal hustotu tranzistorů, při které je minimální cena, a zjistil, že tranzistory vyrábějící se menší díky vývoji ve fotolitografii ovlivňují počet a ten by měl růst „zhruba dvojnásobně za rok“.

## Vztah k software
Růst výkonu hardware ale neznamená růst rychlosti práce s počítačem. Niklaus Wirth, autor programovacího jazyka Pascal, diskutoval v roce 1995 v článku A Plea for Lean Software úsloví o tom, že software se v čase zpomaluje mnohem rychleji, než se zrychluje hardware (tzv. Wirthův zákon, Wirth's law). Jeho variantou je Mayův zákon (May's law) pojmenovaný podle Davida Maye, který zní: Efektivita software se každých 18 měsíců snižuje na polovinu, čímž kompenzuje Moorův zákon.
Wirth také napsal, že software expanduje tak, aby zaplnil dostupnou paměť. Lze tedy říci, že programátoři často plýtvají hardwarovými prostředky nebo je ubírá bloatware.